# Podtureň
Podtureň este o comună slovacă, aflată în districtul Liptovský Mikuláš din regiunea Žilina. Localitatea se află la altitudinea de 620 m deasupra n.m., se întinde pe o suprafață de 5,08 km2 și în 2017 număra 1.090 de locuitori. Se învecinează cu comuna Jamník.

## Istoric
Localitatea Podtureň este atestată documentar din 1331.

## Demografie
| An:                | 1994 | 2004    | 2014    | 2024   |
| ------------------ | ---- | ------- | ------- | ------ |
| Număr de persoane: | 433  | 514     | 1014    | 1055   |
| Diferență:         |      | +18,70% | +97,27% | +4,04% |

| An:                | 2023 | 2024   |
| ------------------ | ---- | ------ |
| Număr de persoane: | 1063 | 1055   |
| Diferență:         |      | −0,75% |